# (32944) Gussalli
(32944) Gussalli (1995 WC3) – planetoida z pasa głównego asteroid okrążająca Słońce w ciągu 5,4 lat w średniej odległości 3,08 j.a. Odkryta 19 listopada 1995 roku.